# (2161) Гриссом
(2161) Гриссом (англ. Grissom) — астероид из группы главного пояса, который был открыт 17 октября 1963 года в рамках проекта IAP в обсерватории им. Гёте Линка и назван в честь американского астронавта Вирджила Гриссома.

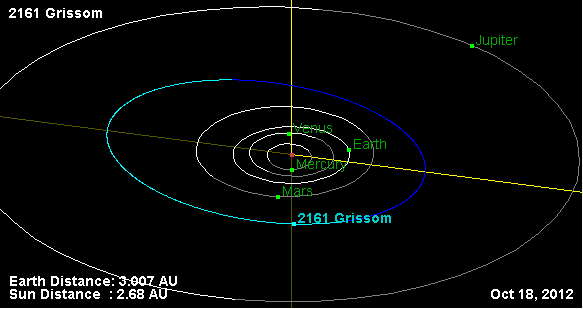
Орбита астероида Гриссом и его положение в Солнечной системе